# Cantonul Baigneux-les-Juifs
Cantonul Baigneux-les-Juifs este un canton din arondismentul Montbard, departamentul Côte-d'Or, regiunea Burgundia, Franța.

## Comune
| Comune                         | Populație (1999) | Cod poștal | Cod INSEE |
| ------------------------------ | ---------------- | ---------- | --------- |
| Ampilly-les-Bordes             | 90               | 21450      | 21011     |
| Baigneux-les-Juifs             | 271              | 21450      | 21043     |
| Billy-lès-Chanceaux            | 74               | 21450      | 21075     |
| Chaume-lès-Baigneux            | 89               | 21450      | 21160     |
| Étormay                        | 47               | 21450      | 21257     |
| Fontaines-en-Duesmois          | 126              | 21450      | 21276     |
| Jours-lès-Baigneux             | 88               | 21450      | 21326     |
| Magny-Lambert                  | 105              | 21450      | 21364     |
| Oigny                          | 29               | 21450      | 21466     |
| Orret                          | 26               | 21450      | 21471     |
| Poiseul-la-Ville-et-Laperrière | 181              | 21450      | 21490     |
| Saint-Marc-sur-Seine           | 147              | 21450      | 21557     |
| Semond                         | 45               | 21450      | 21602     |
| Villaines-en-Duesmois          | 251              | 21450      | 21685     |
| La Villeneuve-les-Convers      | 35               | 21450      | 21695     |